# Xanthorhoe borealis
Xanthorhoe borealis är en fjärilsart som beskrevs av George Duryea Hulst 1896. Xanthorhoe borealis ingår i släktet Xanthorhoe och familjen mätare. Inga underarter finns listade i Catalogue of Life.